# 彼得羅夫斯克區
52°19′N 45°23′E / 52.317°N 45.383°E
彼得羅夫斯克區（俄语：Петровский район），是俄羅斯的一個區，位於該國西南部，由薩拉托夫州負責管轄，面積2,300平方公里，2010年人口14,538，人口密度每平方公里6.32人。 